# Internet Optimizer
Internet Optimizer är ett annonsprogram som även klassas som ett spionprogram. När användaren klickar på en död länk eller skriver in en URL som inte finns vidarebefordrar programmet automatiskt användaren till reklamsidor. Internet Optimizer kan även ladda hem och installera program utan att användaren ger sitt medgivande.